# Ո
La Ո, minuscolo ո, è la ventiquattresima lettera dell'alfabeto armeno. Il suo nome è ո, o (armeno: [vo]).
In posizione mediana e finale, rappresenta la vocale posteriore semichiusa arrotondata [o]. All'inizio di parola, rappresenta invece la combinazione [vo].

## Codici
- Unicode:
  - Maiuscola Ո : U+0548
  - Minuscola ո : U+0578